# Dammbach (Rappbode)
Der Dammbach im Mittelgebirge Harz ist ein südlicher und orografisch rechtsseitiger Zufluss der Rappbode in den Landkreisen Harz und Nordhausen in Sachsen-Anhalt und Thüringen (Deutschland).

## Verlauf
Der Dammbach entspringt im Unterharz im Naturpark Harz/Sachsen-Anhalt. Seine Quelle liegt in Sachsen-Anhalt rund 5 km südsüdwestlich von Trautenstein auf der Nordostflanke der Buchenköpfe (603,1 m ü. NN) auf etwa 565 m ü. NN.
Der überwiegend ostnordostwärts verlaufende Bach fließt auf seiner gesamten Länge durch das Naturschutzgebiet Harzer Bachtäler. Etwa 500 m unterhalb seines Ursprungs mündet zwischen den Buchenköpfen (Sachsen-Anhalt) im Westen und dem Stierberg (602,4 m ü. NN; Thüringen) im Osten ein kleiner Bach ein, der den nahen Stierbergsteich entwässert. Von dort verläuft der Bach auf zirka 700 m Fließstrecke entlang der Grenze von Sachsen-Anhalt und Thüringen und dann in Sachsen-Anhalt durch sein unbewohntes Waldtal.
Schließlich mündet der Dammbach am südlichen Dorfrand von Trautenstein auf 454,6 m ü. NN in den Bode-Zufluss Rappbode.